# (5097) Axford
(5097) Axford ist ein Asteroid des Hauptgürtels, der am 12. Oktober 1983 vom US-amerikanischen Astronomen Edward L. G. Bowell an der Anderson Mesa Station (IAU-Code 688) des Lowell-Observatoriums in Coconino County entdeckt wurde.
Der Asteroid wurde nach dem neuseeländischen Astrophysiker Ian Axford (1933–2010) benannt, der von 1974 bis 1990 als Direktor das Max-Planck-Institut für Aeronomie leitete und im Jahre 1996 in den Adelsstand erhoben wurde.